# 马尔切洛·贝尔蒂内蒂 (1952年)
马尔切洛·贝尔蒂内蒂（義大利語：Marcello Bertinetti，1952年7月21日—），意大利击剑运动员。他曾代表意大利参加1976年夏季奥林匹克运动会击剑比赛。

## 家庭
祖父马尔切洛·贝尔蒂内蒂。父亲佛朗哥·贝尔蒂内蒂。